# Chris Candido
Christopher Candito (Spring Lake, 21 de março de 1972 – Novo Brunswick, 28 de abril de 2005) foi um lutador de wrestling profissional norte-americano mais conhecido pelo ring name Chris Candido. Chris trabalhou para as maiores promoções dos Estados Unidos entre elas: Extreme Championship Wrestling, World Championship Wrestling e World Wrestling Federation.

## Carreira
- Smokey Mountain Wrestling (1993-1995)
- World Wrestling Federation (1995-1996)
- Extreme Championship Wrestling (1996-1999)
- World Championship Wrestling (2000)
- Xtreme Pro Wrestling (2000)
- Circuito independente (2000-2002)
- Xtreme Pro Wrestling (2002-2003)
- Circuito independente (2003-2004)
- NWA-Total Nonstop Action Wrestling (2005)

## No wrestling
- Finishing moves
  - Blonde Bombshell (Superbomb)
  - Diving headbutt
  - New Jersey Jam (Diving leg drop)
- Signature moves
  - Delayed vertical suplex
  - Reverse piledriver
  - Super frankensteiner
  - Superplex
- Managers
  - Sunny/Tammy
- Lutadores de quem foi manager
  - The Naturals (Andy Douglas e Chase Stevens)[1]
- Apelidos
  - "Hard Knox"
  - "Mr. Charisma"
  - "No Gimmicks Needed"

## Campeonatos e prêmios
- Extreme Championship Wrestling
  - ECW World Tag Team Championship (3 vezes) - com Johnny Hotbody e Chris Michaels (2) e Lance Storm (1)
  - Hardcore Hall of Fame (2009) [2]
- Legacy Wrestling Enterprises
  - LWE World Heavyweight Championship (1 vez)[3]
- Mid-American Wrestling
  - MAW Heavyweight Championship (1 vez) [4]
- National Wrestling Alliance
  - NWA New Jersey Heavyweight Championship (1 vez)
  - NWA World Heavyweight Championship (1 vez)
- NWA Midwest
  - NWA Midwest Heavyweight Championship (1 vez)
- Pro Wrestling Illustrated
  - PWI Most Inspirational Wrestler of the Year (2005)[5]
  - PWI ranked him # 45 out of the top 500 singles wrestlers of the PWI 500 in 1998.[6]
- Smoky Mountain Wrestling
  - SMW Beat the Champ Television Championship (2 vezes)
  - SMW Heavyweight Championship (1 vez)
  - SMW Tag Team Championship (2 vezes) - com Brian Lee
  - SMW United States Junior Heavyweight Championship (3 vezes)
- USA Pro Wrestling
  - USA Pro United States Championship (1 vez) [7]
- World Championship Wrestling
  - WCW Cruiserweight Championship (1 vez)
- World Wrestling Council
  - WWC World Television Championship (1 vez)
- World Wrestling Federation
  - WWF Tag Team Championship (1 vez) – com Zip
- Xtreme Pro Wrestling
  - XPW World Heavyweight Championship (1 vez)
- Wrestling Observer Newsletter awards
  - Most Underrated Wrestler (1995)